# 504 Records
504 Records – wytwórnia płytowa założona przez Mike'a Dine'a w 1978 r. Wychodzi z niej przede wszystkim tradycyjny jazz nowoorleański. Nazwa jest zainspirowana telefonicznym numerem kierunkowym do Nowego Orleanu.